# Acer villosum
Acer villosum é uma espécie de árvore do gênero Acer, pertencente à família Aceraceae.